# Мардахе-Бозорґ
Мардахе-Бозорґ (перс. مردخه بزرگ) — село в Ірані, у дегестані Тулем, у бахші Тулем, шагрестані Совмее-Сара остану Ґілян. За даними перепису 2006 року, його населення становило 389 осіб, що проживали у складі 105 сімей.

## Клімат
Середня річна температура становить 14,13 °C, середня максимальна – 28,20 °C, а середня мінімальна – -0,88 °C. Середня річна кількість опадів – 970 мм.
| Клімат поселення                              | Клімат поселення | Клімат поселення | Клімат поселення | Клімат поселення | Клімат поселення | Клімат поселення | Клімат поселення | Клімат поселення | Клімат поселення | Клімат поселення | Клімат поселення | Клімат поселення | Клімат поселення |
| Показник                                      | Січ.             | Лют.             | Бер.             | Квіт.            | Трав.            | Черв.            | Лип.             | Серп.            | Вер.             | Жовт.            | Лист.            | Груд.            |                  |
| Середній максимум, °C                         | 8,56             | 8,82             | 11,68            | 17,80            | 21,87            | 25,21            | 28,20            | 27,78            | 24,20            | 21,11            | 16,65            | 12,12            |                  |
| Середня температура, °C                       | 3,84             | 4,10             | 6,98             | 13,09            | 17,14            | 20,51            | 23,84            | 23,43            | 19,84            | 16,78            | 12,31            | 7,75             |                  |
| Середній мінімум, °C                          | −0,88            | −0,63            | 2,24             | 8,38             | 12,42            | 15,81            | 19,48            | 19,08            | 15,48            | 12,40            | 7,95             | 3,40             |                  |
| Норма опадів, мм                              | 102              | 79               | 77               | 52               | 41               | 26               | 19               | 47               | 101              | 154              | 135              | 137              |                  |
| Середньомісячна швидкість вітру, м/с          | 2.19             | 2.40             | 2.40             | 2.30             | 2.30             | 2.56             | 2.53             | 2.32             | 2.10             | 2.10             | 2.03             | 2.00             |                  |
| Середньомісячна сонячна радіація, кДж/м²·день | 6772             | 8983             | 11059            | 15743            | 20094            | 22525            | 23424            | 19691            | 16122            | 10967            | 8523             | 6555             |                  |
| --------------------------------------------- | ---------------- | ---------------- | ---------------- | ---------------- | ---------------- | ---------------- | ---------------- | ---------------- | ---------------- | ---------------- | ---------------- | ---------------- | ---------------- |
| Джерело:                                      |                  |                  |                  |                  |                  |                  |                  |                  |                  |                  |                  |                  |                  |